# Norwegenkai

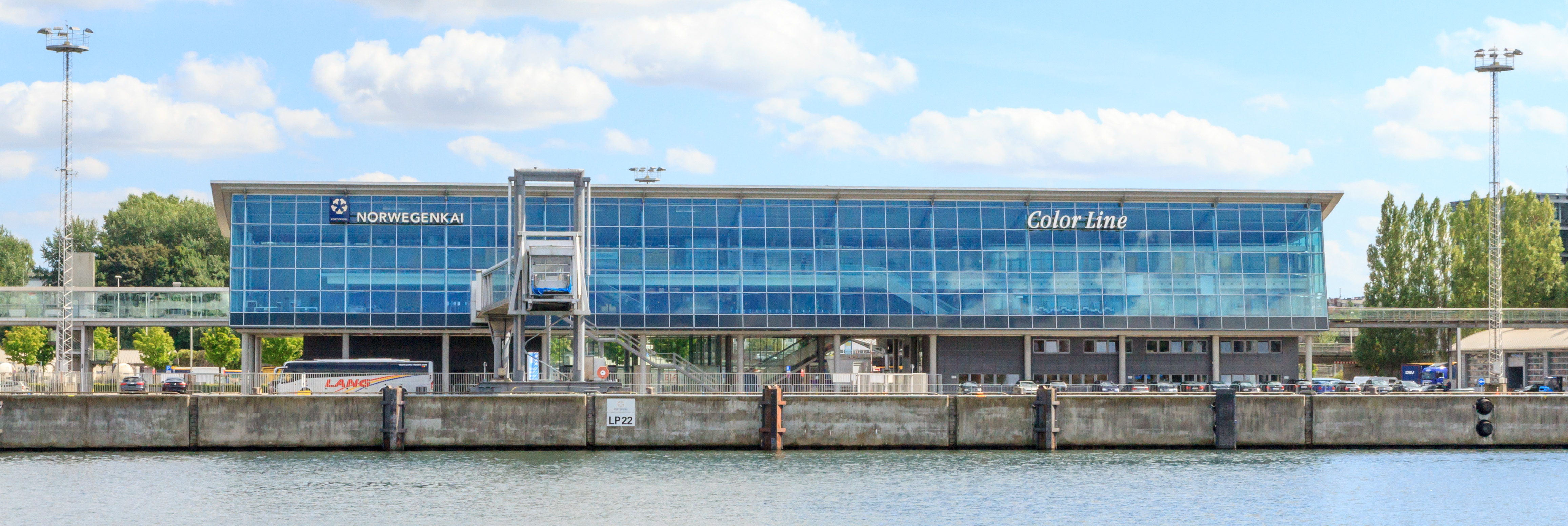
Norwegenkai am Ostufer der Kieler Förde

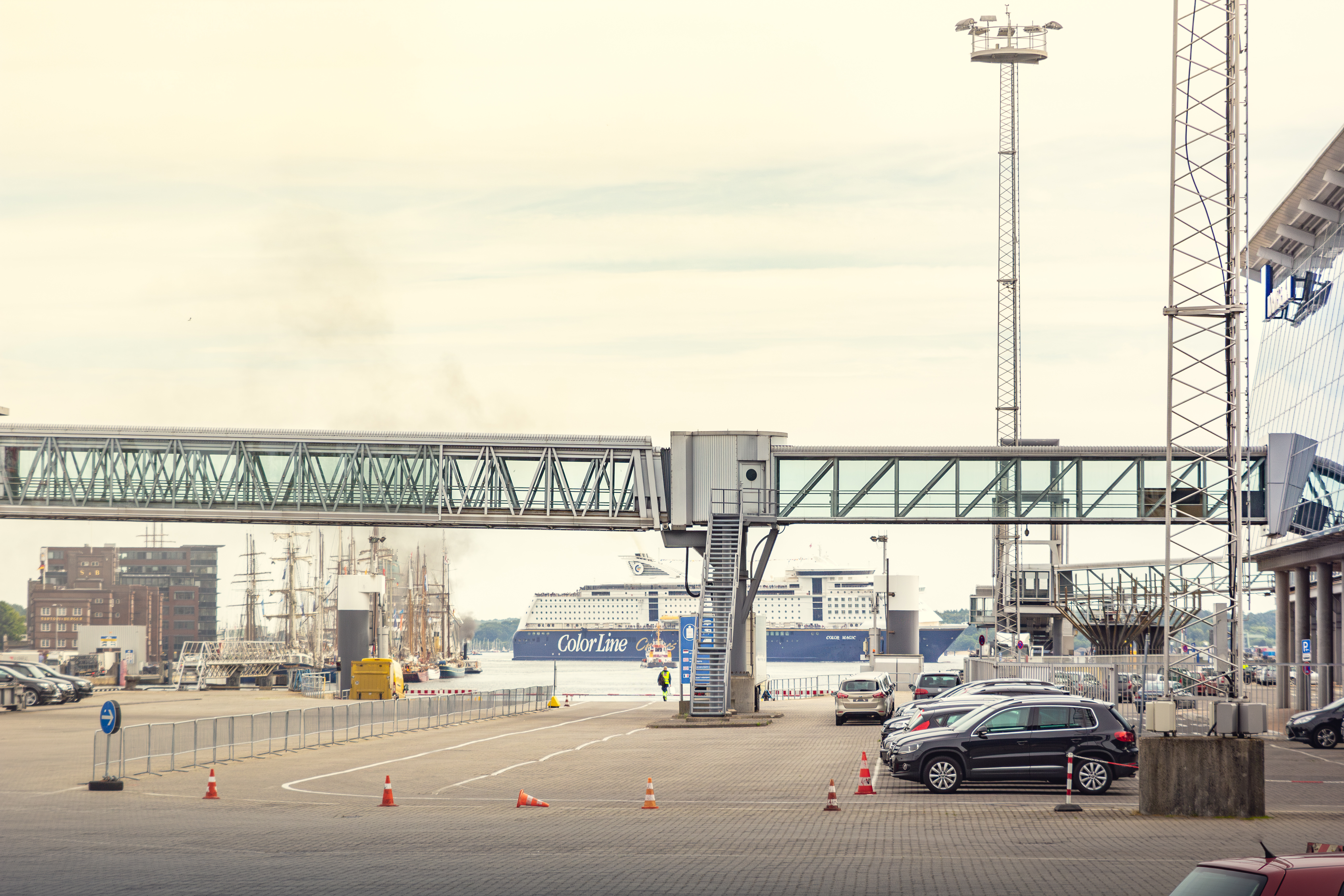
Der Norwegenkai in der Seitenansicht

Der Norwegenkai ist ein Hafenkai in der schleswig-holsteinischen Landeshauptstadt Kiel. Er liegt am südlichen Ostufer der Kieler Förde an der Hörn und verfügt über ein Zollamt.

## Geschichte
Das Norwegen-Terminal wurde 1997 im Rahmen des Projektes Kai-City Kiel fertiggestellt und war damit neben dem Hochhauscenter am Germaniahafen und dem Hörn Campus eines der ersten Gebäude der Kai-City Kiel.
Die Hörn-Fußgängerbrücke verbindet das Terminal direkt mit dem Westufer und der Innenstadt Kiels. Der Hauptbahnhof, der ZOB und viele Hotels sind so in unmittelbarer Nähe und zu Fuß zu erreichen.
Der Norwegenkai mit den Liegeplätzen Nr. 21 und 22 verfügt über ein Passagier- und RoRo-Terminal. Neben dem gegenüber am nordwestlichen Fördeufer liegenden Schwedenkai und dem Ostseekai (dem ehemaligen Oslo-Kai) ist der Norwegenkai die Drehscheibe im Handel mit Skandinavien. Von hier besteht täglich die direkte Fährverbindung Deutschland – Norwegen, die für den Transport von rollender Ladung ausgerüstet ist. Die Schiffe der Reederei Color Line, die Color Fantasy und die Color Magic, bedienen die Strecke Kiel – Oslo für den Transport von Passagieren und rollender Ladung. Gute Bedingungen weist der Norwegenkai dadurch auf, dass er sich durch kurze Wege sowohl innerhalb des Terminals, als auch zu allen anderen Verkehrsträgern auszeichnet. Die Fahrgastabfertigung ist von der Ladungsabfertigung getrennt.
An das Eisenbahnnetz ist der Norwegenkai über die Strecke Kiel Hgbf – Kiel Seefischmarkt, auch Ostuferbahn genannt, angebunden.
Die Terminalbetriebsfläche konnte zwischen 2008 und 2012 um eine nordöstlich des ursprünglichen Geländes liegende 9250 m² große Gewerbefläche erweitert werden, die jetzt als Lager- und Stellfläche dient.
2011 wurden etwa 1,1 Millionen Passagiere und rund 800.000 Tonnen Fracht abgefertigt, außerdem wurden 35.000 Lkw oder Trailer sowie mehrere Zehntausend Im- und Export-Fahrzeuge verladen.
In den Sommermonaten wird der Norwegenkai zusätzlich auch als Liegeplatz für Kreuzfahrtschiffe genutzt.
Seit Mai 2019 nutzen die Fähren der Color Line, wie bereits seit 2011 in Oslo, auch am Norwegenkai in Kiel Landstrom.

## Daten
| Hafenbetreiber             | Seehafen Kiel          |
| Wassertiefe                | 8,90 m, bzw. 9,00 m    |
| Kailänge                   | 233 m, bzw. 175 m      |
| RoRo-Anleger               | 2                      |
| Landgänge                  | 2                      |
| Lager- und Verkehrsflächen | 45.000 m²              |
| Kapazität                  | bis zu 2500 Passagiere |
| Gleisanschluss             | ja                     |
| KV-Terminal                | ja                     |
| ISPS-zertifiziert          | ja                     |